# Franz Michael Vierthaler

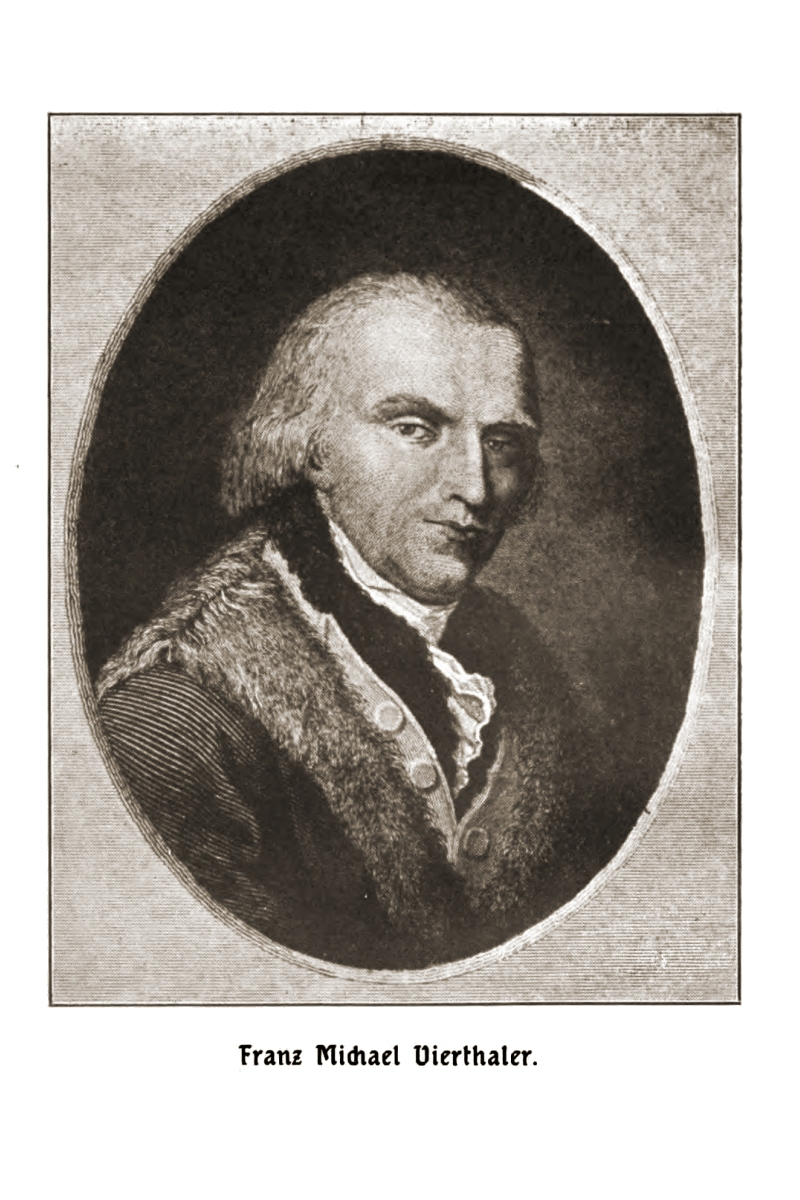
Franz Michael Vierthaler (1758–1827)

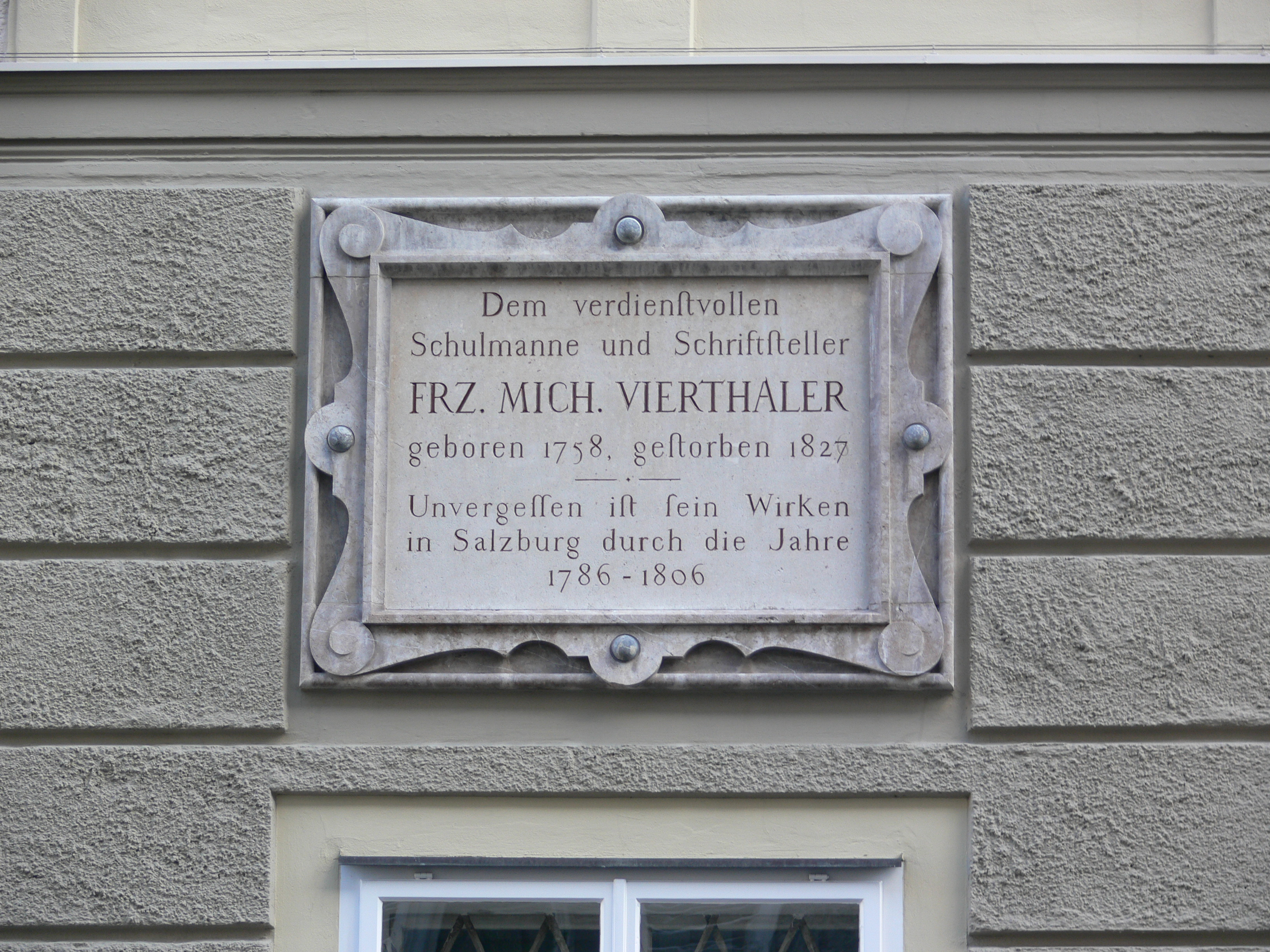
Gedenktafel für Vierthaler an der Universität Salzburg

Franz Michael Vierthaler (* 25. September 1758 in Mauerkirchen, damals bayerisch; † 3. Oktober 1827 in Wien) war ein Pädagoge und Schulreformer, Schriftsteller und Journalist.

## Leben
Franz Michael war das fünfte Kind des Stuckateurs Jacob Vierthaler aus dessen erster Ehe mit Anna Maria, geborene Benner. In Mauerkirchen besuchte er die Pfarrschule. Wegen seiner schönen Singstimme empfehlen ihn der Ortsgeistliche und seine beiden geistlichen Onkel dem Benediktinerstift Michaelbeuern als Sängerknabe. Ein Jahr später tritt er zu den fürsterzbischöflichen Sängerknaben in Salzburg über und wird Schüler des mit der Benediktineruniversität verbundenen Gymnasiums. Später setzt er seine Ausbildung in Burghausen fort. 1775 inskribiert er an der Universität Salzburg. Nach der Absolvierung der verpflichtenden zweijährigen philosophischen Fakultät wählt er die juridische Fakultät für seine weitere Ausbildung. In dieser Zeit verfasst er auch das Trauerspiel „Der englische Spion“, das im Salzburger Hoftheater mit Erfolg aufgeführt wird. Als am Kollegium Virgilianum eine Instruktorenstelle frei wird, übernimmt er diese. Da ihm ein Theologe als erster Instruktor vorgesetzt wird, verlässt er das Kollegium und widmet sich schriftstellerischen Tätigkeiten. 1787 erscheint der erste Band des siebenteiligen Werkes „Philosophische Geschichte der Völker und Menschen“.
Von Erzbischof Colloredo wurde Vierthaler 1790 zum ersten Direktor des ersten Lehrerseminars im deutschen Sprachraum in Salzburg ernannt. Das Seminar wird im Ritzerbogenhaus eingerichtet; die Lehramtskandidaten waren zu praktischen Lehrversuchen und -hospitanzen verpflichtet. Vierthaler entwickelte Lehrmethoden und Unterrichtsprinzipien und verfasste Schulbücher und Kinderbücher. Auf Wunsch von Colloredo übernahm er 1800 die Redaktion und Leitung des Salzburger Intelligenzblattes, der Staatszeitung von Salzburg und der Literaturzeitung von Salzburg. Seine naturkundlichen und historischen Reisen veröffentlicht er 1799 unter dem Titel „Reisen durch Salzburg“. Er nimmt auch an dem zweiten Versuch der Erstbesteigung des Großglockners teil.
1798 heiratet er Josepha, die älteste Tochter des Hofratsdirektors Johann Franz Thaddäus von Kleimayrn. Als das Fürsterzbistum Salzburg am 26. Dezember 1802 säkularisiert und dem Erzherzog Ferdinand der Toskana als Herzogtum Salzburg übergeben wird, behält Vierthaler sein Amt und übernimmt die Aufsicht über alle Schulen und Erziehungsanstalten des Landes mit Ausnahme der Universität und des dort angesiedelten Gymnasiums. Zudem wurden ihm die beiden Waisenhäuser in Mülln unterstellt. 1806 wurde Salzburg Bayern, 1809 Frankreich und ab 1810 wieder Bayern zugeschlagen. Vierthaler verlässt in diesen unruhigen Zeiten Salzburg und wird 1806 Direktor des Wiener Waisenhauses. Er setzte sich vehement dafür ein, dass die Kinder eine gründliche Schulausbildung durch fähiges Lehrpersonal bekommen. In Wien ist Vierthaler Gast im Haus der Schriftstellerin Caroline Pichler und kommt über deren literarischen Salon mit den Spitzen des künstlerischen und intellektuellen Lebens in Kontakt; darunter sind Franz Grillparzer, Ferdinand Raimund, Clemens von Brentano oder Franz Schubert. Als die Franzosen 1809 in Wien eindringen, vertraut ihm Kaiser Franz I. seine Porträtsammlung an, die Vierthaler im Keller des Waisenhauses vor den Franzosen versteckt. In den 20er Jahren des 19. Jahrhunderts arbeitet er an seinem siebenteiligen Werk „Philosophische Geschichte der Völker und Menschen“. 69-jährig stirbt der Pädagoge und Humanist in der Folge eines Schlaganfalls und wird im Währinger Friedhof zur Ruhe gebettet.
Die Vierthalergasse in Wien-Meidling wurde 1894 nach ihm benannt; im Salzburger Stadtteil Schallmoos ist eine weitere Straße nach ihm benannt.